# Xenocalamus michelli
Xenocalamus michelli — вид отруйних змій родини земляних гадюк (Atractaspididae). Ендемік Демократичної Республіки Конго.

## Поширення і екологія
Xenocalamus michelli мешкають у регіоні Катанга на півдні ДР Конго. Вони живуть у лісистих саванах міомбо, на висоті до 1800 м над рівнем моря.